# گناه‌خوار
گناه‌خوار به کسی گفته می‌شود که طی مراسمی خوراکی‌ای که نزدیک یا روی بدن شخص درگذشته قرار داده شده را مصرف می‌کند تا به این روش از نظر معنوی گناهان میت را بپذیرد. این مراسم در قرن‌های ۱۷، ۱۸ و ۱۹ میلادی رواج داشت. در آن زمان اعتقاد بر این بود که خوراکی‌ها گناهان فرد تازه درگذشته را جذب می‌کنند و با خورده‌شدن‌شان توسط گناه‌خوار، روح متوفی مورد آمرزش قرار می‌گیرد. در شکل دیگری از این مراسم، شخص گناه‌خوار در ازای دریافت مبلغی ناچیز گناهان مُرده را به گردن می‌گرفت.
گناه‌خوارها گاهی این کار را با خوردن نانی که روی سینه یا صورت جسد مانده بود انجام می‌دادند و بعضی اوقات غذایی را می‌خوردند که فقط روی جسد نگه داشته شده‌بود. بعضی اوقات پس از پایان آیین گناه‌خواری بازماندگان متوفی با فحاشی و توهین، چماق، خاکستر و هر چیزی که قابلیت پرتاب شدن داشت گناه‌خوار را از خانه بیرون می‌کردند. پیامد عمل گناه‌خواران این بود که دیگران فکر می‌کردند آن‌ها حامل گناه همه افرادی هستند که گناهانشان را خورده بودند بنابراین معمولاً از آنها می‌ترسیدند و ازشان دوری می‌کردند.
انسان‌شناسی فرهنگی و فولکلورشناسان، گناه‌خواری را به عنوان نوعی از آیین طبقه‌بندی می‌کنند. مراسم گناه‌خواری معمولاً در اسکاتلند، ایرلند، ولز و مناطقی از انگلیس که مجاور ولز هستند انجام می‌شد.